# Westmalle (öl)

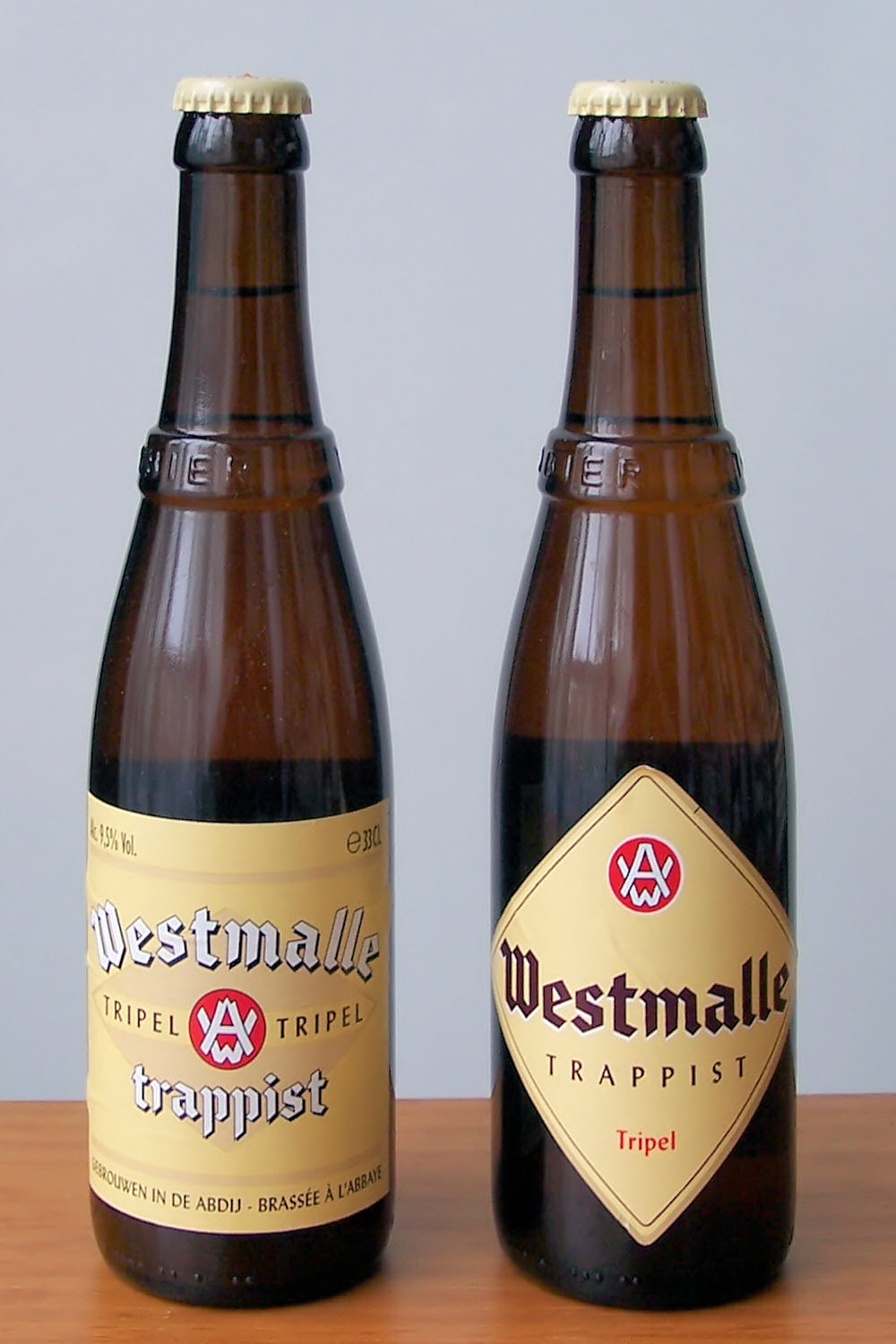
Tripel-buteljens gamla och nya utseende

Westmalle är ett trappistöl som bryggs i klostret Onze-Lieve-Vrouw van het Heilig Hart i norra Belgien.

## Historia
Klostret grundades 1794 och tillhör sedan den 22 april 1836 trappistorden. Kort därefter stod ett bryggeri klart och den första trappistölen serverades till lunchen den 10 december 1836.
1856 började munkarna sälja en del öl vid klostrets portar och på grund av ökad efterfråga utökades bryggeriet först 1865 och seden ännu en gång 1897.
Först 1921 beslutade man att brygga öl för allmän försäljning och har så gjort sedan dess.

## Bryggeriet
Dagens bryggeri är ett av de största bland de i dagsläget tolv kloster som har tillstånd att brygga trappistöl.

## Ölsortiment
Westmalles ölsortiment utgörs av två sorter som båda anses urtypiska för sin sort, dubbel respektive tripel. Båda sorterna säljs på vanlig flaska (330 milliliter) samt på så kallad storflaska (750 milliliter)

### Westmalle Dubbel
Redan på mitten av 1850-talet bryggde munkarna förutom sitt eget bruksöl även ett mörkt trappistöl. Från 1926 anpassade man receptet och bryggde ölet en aning svagare och det är det som är ursprunget till dagens Westmalle Dubbel.
- Alkoholhalt: 7 volymprocent
- Smak: Nyanserad, fruktig smak med inslag av pomerans, mörk choklad och örter. Jästfällning.
- Färg: Något oklar, rödbrun färg.
- Doft: Nyanserad, fruktig, kryddig doft med inslag av torkad frukt, mörk choklad och apelsin.
- Övrigt: Ingår på vanlig flaska i dagsläget i Systembolagets ordinarie sortiment.

### Westmalle Tripel
Är ett ljust guldgult trappistöl som efterjäser tre veckor på flaska och bryggdes för första gången 1934 till invigningen av den nya bryggerisalen. Det nuvarande receptet är närapå helt oförändrat sedan 1956.
- Alkoholhalt: 9,5 volymprocent
- Smak: Balanserad, kryddig, fruktig smak, inslag av skumbanan, jasminris, honung och citrusskal.
- Färg: Något oklar, gul färg.
- Doft: Nyanserad, kryddig, fruktig doft med inslag av skumbanan, citrusmarmelad, jasminris och honung.
- Övrigt: Ingår på vanlig flaska i dagsläget i Systembolagets ordinarie sortiment.

### Övriga
- Extra Fanns i systembolagets tillfälliga sortiment med säljstart 17/8 -21.
- Westmalle Dubbel på fat erbjuds i begränsad upplaga på cirka 300 utvalda restauranger och pubar runt om i världen.